# Besa (film)
Besa — serbsko-słoweńsko-francuski film fabularny z roku 2009 w reżyserii Srdjana Karanovicia.

## Opis fabuły
Filip, kierownik gimnazjum w małym serbskim mieście, w 1914 otrzymuje powołanie do armii i ma wyjechać do jednostki stacjonującej w Belgradzie. Największym jego zmartwieniem jest to, że nie ma z kim zostawić swojej młodej żony Lei. Lea jest młodą i piękną Słowenką z Karyntii, nauczycielką rytmiki i tańca. Problem Filipa ma rozwiązać Azem, niepiśmienny Albańczyk, który pracuje jako woźny w szkole. Składa on przysięgę ("besę" - zgodnie z albańskim prawem zwyczajowym), że będzie strzegł żony Filipa. Przysięga taka zobowiązuje Albańczyka, aby spełnił ją nawet wtedy, gdyby groziło to śmiercią. Opiekę ze strony Albańczyka młoda kobieta postrzega początkowo jako uciążliwe ograniczenie jej wolności, z czasem przekonuje się, że jako nie-Serbka jest traktowana przez miejscową ludność jako obca i może przetrwać czas wojny tylko dzięki Azemowi. Sytuacja się komplikuje, kiedy Azem atakuje nożem serbskiego porucznika, który próbował uwieść Leę. Trafia do więzienia, które opuszcza dzięki Lei, która wstawia się za nim u serbskiego oficera. Kiedy Filip wraca z frontu wraz z Leą decydują się na opuszczenie kraju. Na pożegnanie Lea otrzymuje od Azema jego ulubiony instrument – lahutę (lutnię).
Film został zgłoszony jako serbski kandydat do nagrody Amerykańskiej Akademii Filmowej w kategorii Najlepszy Film Nieanglojęzyczny, ale nie zdobył nominacji.

## Obsada
- Miki Manojlović jako Azem
- Iva Krajnc jako Lea, żona Filipa
- Nebojša Dugalić jako Filip
- Radivoje Bukvić jako porucznik Jevrem
- Ana Kostovska jako nauczycielka
- Jovo Maksić jako Mane
- Ferenc Péter jako Mita
- Slobodan Filipović jako żandarm
- Nikola Krneta
- Radivoj Knežević